# Waddington Bay
Waddington Bay är en vik i Antarktis. Den ligger i Västantarktis. Argentina, Chile och Storbritannien gör anspråk på området.
Waddington Bay ligger norr om udden Cape Tuxen på Kyiv-halvön på Graham Coast i Graham Land på den Antarktiska halvön. Viken kartlades delvis 1898 av deltagare i den belgiska Antarktisexpeditionen (1897–1899) vilken leddes av den belgiske polarforskaren Adrien de Gerlache. En mer detaljerad kartläggning gjordes under den franska antarktiska expeditionen (1908–1910) som leddes av den franske polarforskaren Jean-Baptiste Charcot. Charcot namngav viken efter den franske politikern Richard Waddington (1838–1913).
Waddington Bay är cirka 3,7 km lång och 1,9 km bred.